# Rue de Chartres
La rue de Chartres est une voie du 18e arrondissement de Paris, en France. Elle ne doit pas être confondue avec l'actuelle rue Jacquemont, voie de la commune des Batignolles-Monceau, puis du 17e arrondissement, ou la rue de la Meurthe, voie de la commune de La Villette, puis du 19e arrondissement, toutes deux nommées « rue de Chartres » jusqu'en 1869.

## Situation et accès
La rue de Chartres est une voie publique située dans le 18e arrondissement de Paris. Elle débute au 58, boulevard de la Chapelle et se termine au 10, rue Caplat et 45, rue de la Goutte-d'Or.

## Origine du nom
Ainsi appelée probablement en l'honneur du duc de Chartres, Ferdinand-Philippe d'Orléans, fils de Louis-Philippe.

## Historique
La rue est ouverte sur la commune de La Chapelle dans un hameau dit « hameau Saint-Ange », du nom du premier propriétaire du lieu, Trutat de Saint-Ange. L'intersection entre les rues de Chartres et de la Charbonnière a été nommée « place Saint-Ange » jusqu'en 1877,.
Après le rattachement de La Chapelle à Paris par la loi du 16 juin 1859, la rue est officiellement reliée à la voirie parisienne par un décret du 23 mai 1863, faisant suite à une délibération du conseil municipal de Paris du 6 février de la même année.

## Bâtiments remarquables et lieux de mémoire
- Dans cette rue se trouvait l'hôtel Fleurin, où logea le peintre Élisée Maclet (1881-1962) à son arrivée sur la Butte, la même année qu'Amedeo Modigliani, en 1906[5].

## Au cinéma
La rue apparait plusieurs fois dans le film Tchao Pantin (1983) de Claude Berri où l'on voit Youseff Bensoussan, le petit trafiquant (Richard Anconina) et/ou Lambert, le pompiste (Coluche) la remonter pour accéder à la rue Fleury, domicile de Bensoussan.